# Sidorówka (Rzeczyca)
Sidorówka – część wsi Rzeczyca w Polsce, położona w województwie lubelskim, w powiecie tomaszowskim, w gminie Ulhówek.
W latach 1975–1998 Sidorówka administracyjnie należała do województwa zamojskiego.
Wierni Kościoła rzymskokatolickiego należą do parafii św. Maksymiliana Kolbego w Ulhówku.